# 노잼과 꿀잼
노잼(No + 재미)은 어떠한 것이 재미없다는 것을 말하는 신조어이다. 꿀잼(꿀 + 재미)은 어떠한 것이 매우 재미있다는 것을 말하는 신조어이다. 두 단어 모두 진짜로 먹는 잼을 가리키는 말(잼이 없다, 꿀로 만든 잼)로 바꾸어 쓰기도 한다.

## 파생어
- 개노잼
- 개꿀잼
- 꾸르재므
- 개꿀잼 몰카
- 꿀잼사냥꾼